# Jairo Guedz
Jairo Guedz Braga (João Monlevade, 25 novembre 1968) è un chitarrista brasiliano.

## Biografia
Fu il primo chitarrista dei Sepultura, con i quali contribuì all'EP Bestial Devastation e al primo album, Morbid Visions, (dove fu chiamato Jairo "Tormentor", nome d'arte in linea con l'iniziale immagine infernale del gruppo brasiliano) ma poco dopo l'uscita di quest'ultimo album fu sostituito da Andreas Kisser. Fa anche una apparizione come ospite nel Live in São Paulo del 2005 per suonare i brani Necromancer e Troops of doom.
Dopo aver lasciato i Sepultura Jairo ha suonato in diversi altri gruppi tutti originari di Belo Horizonte. Con alcuni ha inciso diversi album, EP e singoli (The Mist, Eminence, Guerrilha, Attack Force), con altri ha suonato (e con alcuni suona ancora) solamente dal vivo senza partecipare ad alcuna registrazione (The Southern Blacklist, Overdose, Metallica Cover Brazil, Mantas).

## Discografia

### Con i Sepultura
- 1985 - Bestial Devastation (EP)
- 1986 - Morbid Visions

### Con i The Mist
- 1991 - The Hangman Tree
- 1993 - ...Ashes to Ashes, Dust to Dust... (EP)
- 1995 - Gottverlassen

### Con i Eminence
- 1999 - Chaotic System
- 2003 - Humanology

### Con i The Troops of Doom
- 2020 - Between the Devil and the Deep Blue Sea (singolo)
- 2020 - The Confessional (singolo)
- 2020 - The Rise of Heresy (EP)
- 2020 - Morbid Xmas (singolo)

### Altri
- 1986 - Guerrilha - Live at Festival da Morte (demo)
- 2009 - Attack Force - Agressão Compulsiva
- 2016 - Guerrilha - One Night Lost in Time (video)